# Donatella Maiorca
Donatella Maiorca (* 13. September 1957 in Messina) ist eine italienische Schnittsekretärin und Regisseurin.

## Leben
Maiorca studierte Psychologie an der Universität Rom und wandte sich dann dem Theater zu, wo sie kurz als Schauspielerin und Regieassistentin arbeitete. Ab 1981 war sie als Schnittsekretärin an zahlreichen Filmen beteiligt; für Luciano Odorisio war sie als Assistentin tätig. 1998 legte sie mit Liebh@ber gesucht ihr Kinodebüt vor. Im neuen Jahrtausend inszenierte sie über 75 Folgen der Fernsehserie La squadra und elf von Un posto al sole. 2009 erschien mit Sea Purple ein positiv rezipierter und beim Gay Fest Bilbao ausgezeichneter Film zum Thema Homosexualität.

## Filmografie
- 1998: Liebh@ber gesucht (Viol@)
- 2009: Sea Purple (Viola di mare)